# Итальянская партизанская дивизия «Гарибальди» (НОАЮ)
Итальянская партизанская дивизия «Гарибальди» (итал. Divisione italiana partigiana "Garibaldi", сербохорв. Италијанска партизанска дивизија Гарибалди / Italijanska partizanska divizija Garibaldi) — соединение Народно-освободительной армии Югославии, сформированное 2 декабря 1943 года в районе Плевля из итальянских военнослужащих дивизий «Венеция» и «Тауринензе», перешедших после капитуляции Италии на сторону югославских партизан.

## История
После капитуляции Италии 3 сентября 1943 1-я альпийская дивизия «Тауринензе» находилась в Никшиче и Даниловграде. Она попыталась пройти по побережью Адриатического моря, чтобы успешно эвакуироваться на родину, но около половины солдат были разоружены немцами. Оставшиеся итальянские солдаты вынуждены были скрываться в лесах и горах Югославии и просить помощи у партизан. 11 октября 1943 была образована 1-я итальянская партизанская бригада «Аоста» численностью порядка 800 солдат из 4 батальонов. 19 октября близ Колашина была образована 2-я итальянская партизанская бригада той же численностью. В Беране тем временем базировалась 19-я пехотная дивизия «Венеция», которая после капитуляции пыталась выбрать между партизанами и четниками дальнейшую сторону для продолжения войны. После переговоров с Пеко Дапчевичем итальянцев удалось склонить на сторону югославов, и 10 октября 1943 дивизия перешла на сторону югославских партизан, а после из её военнослужащих была сформирована 5-я бригада при 2-м ударном корпусе численностью 5 тысяч человек.
В Плевле 2 декабря 1943 была наконец сформирована новая дивизия НОАЮ, получившая название партизанской дивизии «Гарибальди». В её составе было 5 тысяч человек из четырёх бригад (1-я, 2-я, 3-я и 4-я), подчинявшихся командованию штаба 2-го ударного корпуса НОАЮ во главе с Пеко Дапчевичем. Помимо солдат 1-й альпийской «Тауринензе» и 19-й пехотной «Венеция», в дивизии служили артиллеристы из артиллерийской альпийской группы «Аоста» и 155-й пехотной дивизии «Эмилия», которые после капитуляции оказались заблокированными на территории Черногории, но были объединены в батальон «Биела-Гора». Отличительным признаком партизан стало красное гарибальдийское знамя. Тесное сотрудничество с югославскими партизанами принесло свои плоды в 1944 году, когда партизаны добились ряда побед ещё до прихода советских войск.
13 февраля 1944 произошла реорганизация бригады: вместо четырёх бригад осталось всего три, а некоторая часть военнослужащих перешла в партизанские отряды 2-го армейского корпуса с целью обучения их артиллерийской стрельбе, связи, инженерным работам и иным военным специальностям. В августе 1944 года итальянские партизаны во время осады горы Дурмитор (2522 м) в Черногории прикрывали югославов, которые эвакуировали раненых и свои полевые госпиталя, чем оказали большую услугу партизанам. Дивизия позднее оказывала помощь 3-й ударной, 29-й герцеговинской и 37-й санджакской дивизиям НОАЮ, ведя бои в долине Лима в Сербии. После освобождения Черногории и Герцеговины дивизия перебазировалась в Дубровник.
8 марта 1945 по распоряжению Верховного штаба НОАЮ и итальянского главного командования дивизию вывели из состава НОАЮ и отправили в Сицилию дожидаться конца войны. Из 16 тысяч солдат 3800 вернулись вооружёнными, 2500 человек вернулись с ранениями или инфекционными заболеваниями, 4600 были освобождены из концлагерей. Почти половина личного состава дивизии пала в боях или пропала без вести. 25 апреля 1945 в Витербо из выживших солдат был образован полк «Гарибальди» из трёх батальонов «Аоста», «Венеция» и «Торино». 5 сентября 1945 полк вошёл в 185-ю воздушно-десантную дивизию «Фольгоре», 1 декабря 1948 был преобразован в 182-й пехотный полк «Гарибальди», а 1 ноября 1958 получил название 182-го механизированного полка «Гарибальди».
В 1947 году на подписании Парижского мирного договора Италия и Югославия обсуждали вопрос своей границы и принадлежности Триеста в присутствии главы Югославии Иосипа Броза Тито. Тито говорил о том, что итальянские партизаны оказали бесценную помощь югославам в победе над фашизмом. Вместе с тем премьер-министр Италии Альчиде Де Гаспери во время итало-югославских переговоров спорил с Эдвардом Карделем, который тогда занимал пост министра иностранных дел Югославии: Кардель на конференции так и не признал заслугу итальянцев в победе над фашистской диктатурой, заявив, что итальянцы в рядах югославских партизан сражались за восстановление монархии в Италии, а не за свободу народов.
21 сентября 1983 в Плевле в присутствии Председателя Президиума СФРЮ Мики Шпиляка и Президента Италии Сандро Пертини, а также ветеранов югославского партизанского движения и итальянского Движения Сопротивления, был торжественно открыт памятник итальянским партизанам. На основании памятника на итальянском и сербо-хорватском языках было написано:

2 декабря 1943 года в Плевле была образована партизанская итальянская дивизия «Гарибальди», которая сражалась в составе Народно-освободительной армии Югославии — гарибальдийские партизаны внесли значительный вклад в борьбу за свободу и дружбу между народами Югославии и Италии. Объединение борцов за Черногорию, 21 сентября 1943.
Оригинальный текст (итал.)Il 2 dicembre 1943 fu costituita a Pljevlja la Divisione partigiana italiana “Garibaldi” che combatté nel quadro dell’Esercito popolare di liberazione della Jugoslavia – I partigiani garibaldini hanno dato un contributo notevole alla lotta per la libertà e per l’amicizia fra i popoli di Jugoslavia e d’Italia. – Associazione combattenti del Montenegro 21.9.1943

В настоящее время в Сплите на Загребской улице есть памятная табличка, посвящённая итальянским партизанам.

## Командиры
- 2 декабря 1943 — конец февраля 1944: Джованни Батиста Оксилия, в прошлом командир 19-й пехотной дивизии «Венеция»
- Конец февраля 1944 — 1 июля 1944: Лоренцо Вивальда, в прошлом командир 1-й альпийской дивизии «Тауринензе»
- 2 июля 1944 — 8 марта 1945: Карло Равнич, в прошлом командир артиллерийской группы «Аоста», а после капитуляции Италии — командир одноимённой партизанской бригады

## Награды

### Статистика награждённых
Дивизия непосредственно была награждена Орденом братства и единства. Пять подразделений дивизии были награждены золотой медалью «За воинскую доблесть» (её же получили 8 солдат), одно подразделение получило серебряную медаль «За воинскую доблесть» (и ещё 88 солдат), 4 солдата награждены Военным орденом Савои, 1351 — бронзовой медалью «За воинскую доблесть», 713 — военным крестом «За воинскую доблесть».

### Некоторые награждённые
- Пива, Чезаре (майор)
- Рива, Марио (капитан)
- Паскуали, Вилли (лейтенант)
- Риццо, Луиджи (лейтенант)
- Бонетти, Пьерфранко (младший лейтенант)
- Файлла, Джузеппе (младший лейтенант)
- Рамирес, Этторе (рядовой альпийских стрелков)
- Кастанья, Оресте (рядовой альпийских стрелков)